# Mulavukad
Mulavukad, connue aussi localement sous le nom Bolgatty, est une île et une localité située au nord de la ville de Cochin, district d'Ernakulam dans l'état du Kerala en Inde.
L'île est reliée au continent par trois ponts routiers et deux ponts ferroviaires.
Sa population était de 22 845 habitants en 2001.
Au sud de l'île se trouve le Palais de Bolgatty (en), construit par les hollandais pour l'administration coloniale, et repris plus tard par les britanniques. C'est une attraction touristique populaire. On trouve également un centre de convention international, ainsi qu'un terrain de golf.

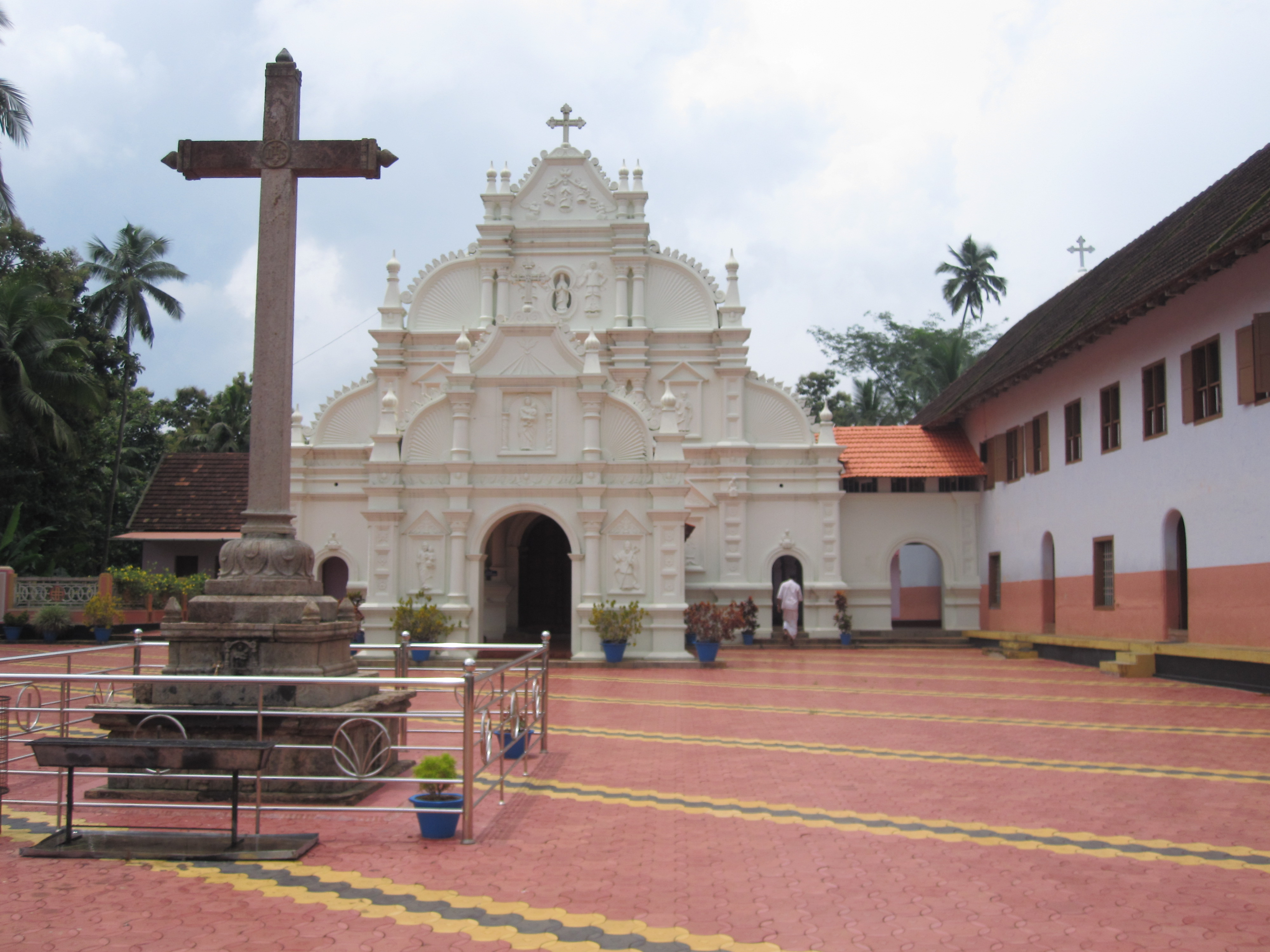
Église Arakkuzha.
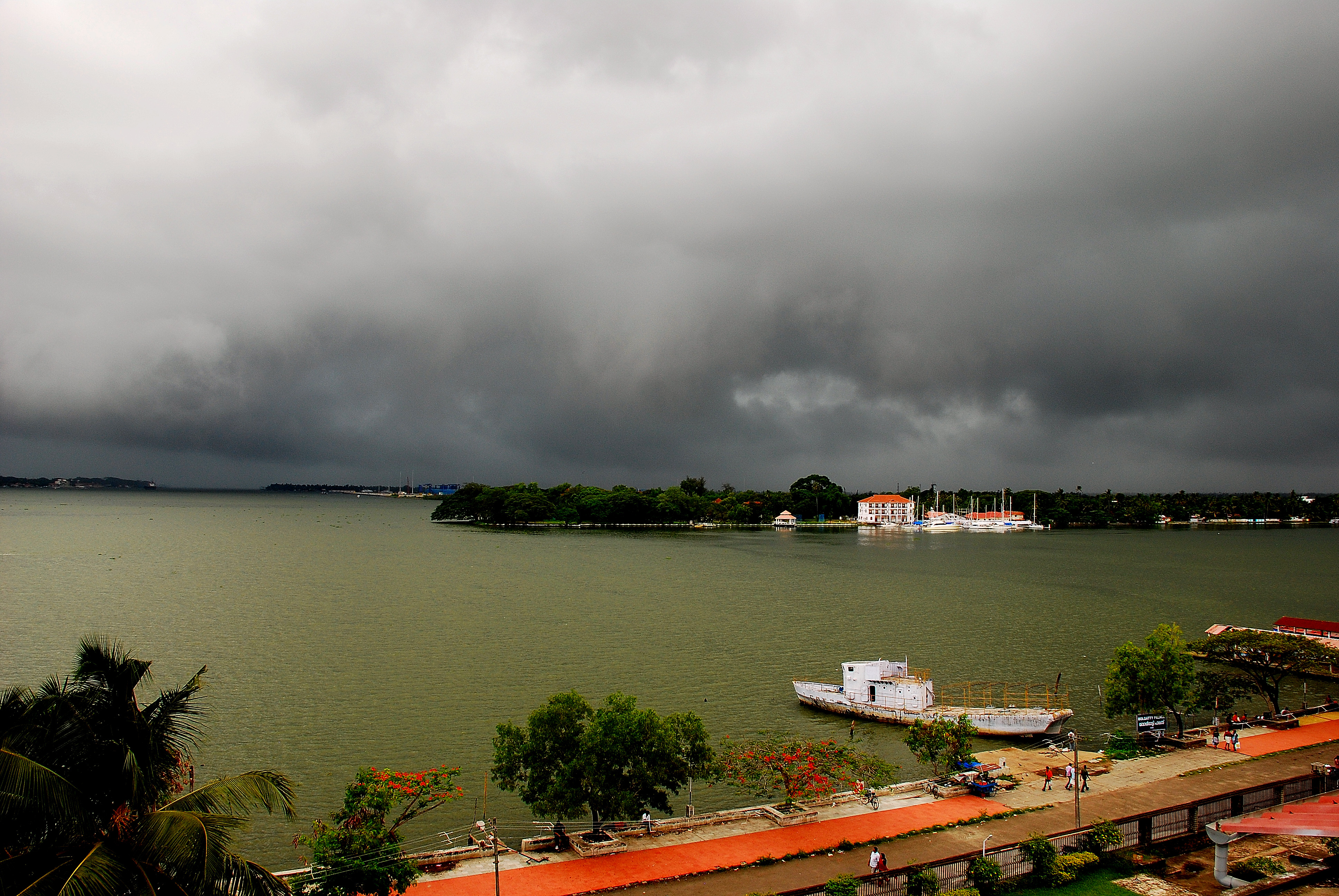
Bolgatty Palace.